# مولي بيرنبوم
مولي بيرنبوم (بالإنجليزية: Molly Birnbaum)‏ هي كاتِبة أمريكية، ولدت في 1982 في بوسطن في الولايات المتحدة.

## وصلات خارجية
- الموقع الرسمي